# 阿诺尔德环形山
阿诺尔德环形山（Arnold）是位于月球正面东北偏北部的一座古老撞击坑，约形成于45.5-39.2亿年前的前酒海纪，其名称取德国天文学家克里斯多夫·阿诺尔德（1650年-1695年），1935年被国际天文学联合会正式接受。

## 描述

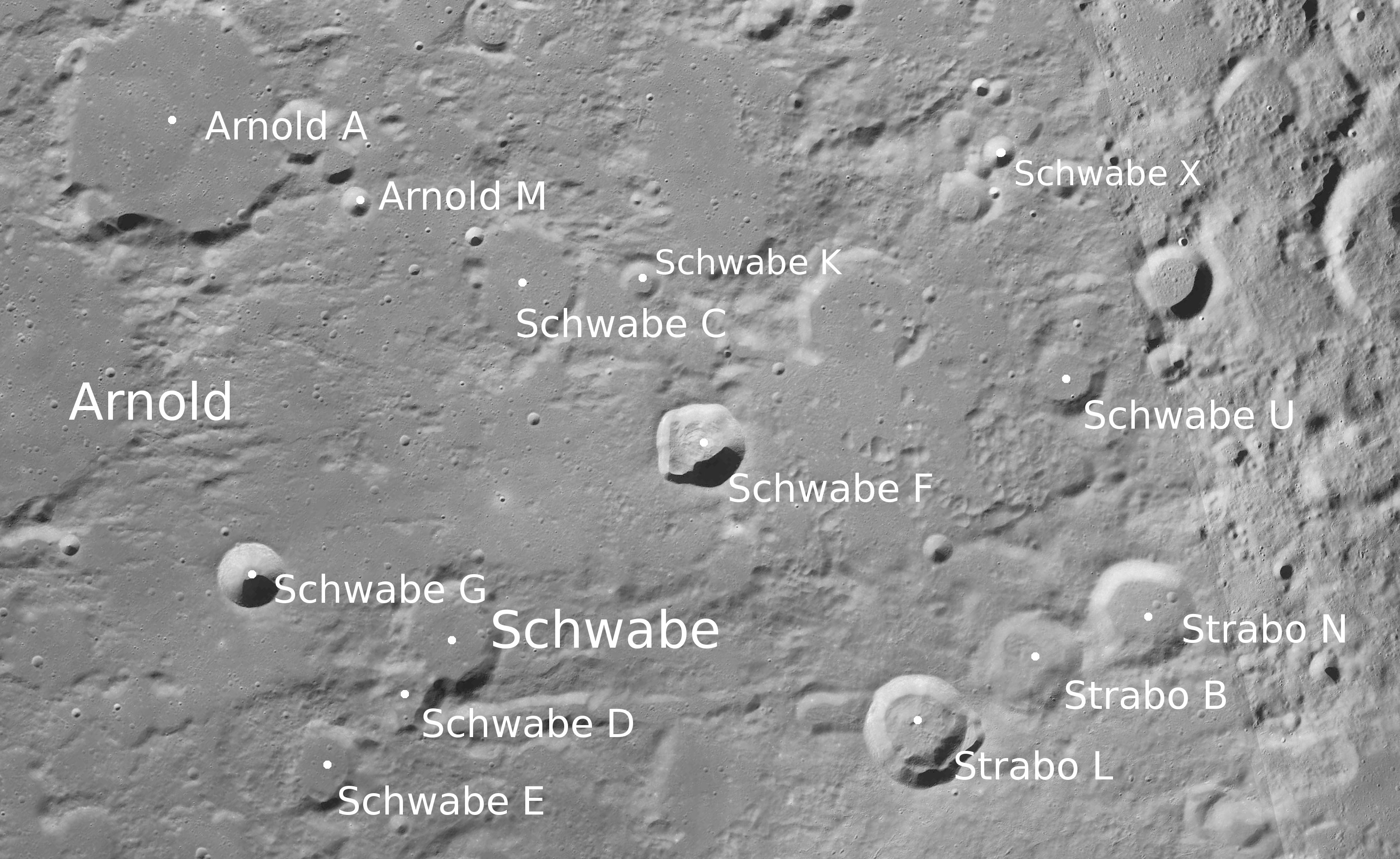
阿诺尔德环形山的周边，月球勘测轨道飞行器拍摄。

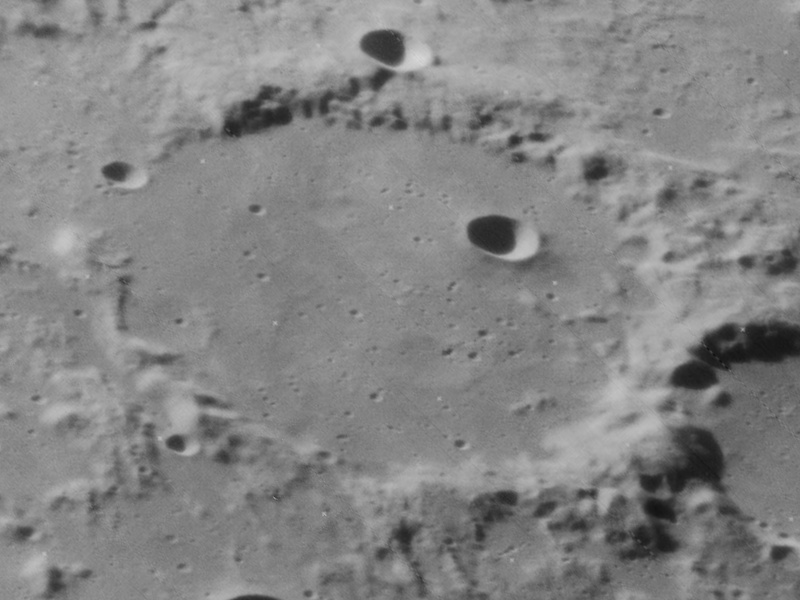
月球轨道器4号拍摄的斜视图

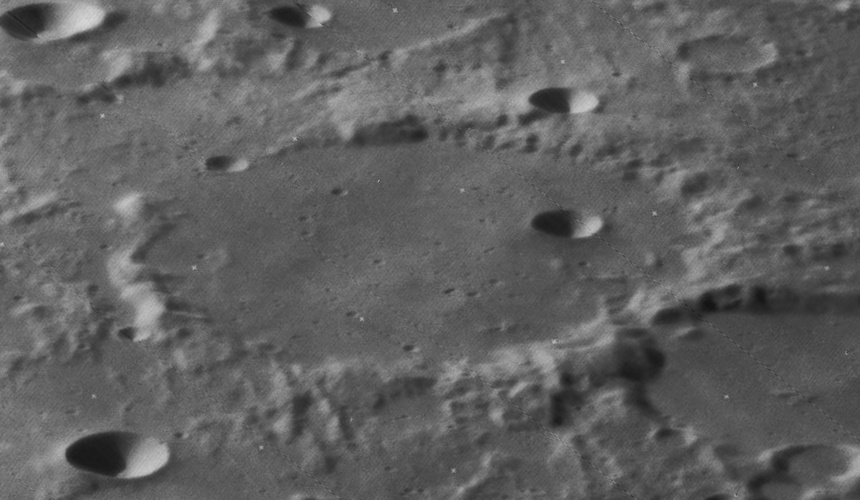
月球轨道器4号拍摄的另一幅斜视图

该陨坑位于冷海西北，西北偏北及西北偏西坐落了较小的尼森环形山和更大、更有古老的默冬环形山、已磨损的巴约环形山和相对年轻的德谟克利特陨石坑分别位于它的北面和南面、它的东南偏东则分布了史瓦贝陨石坑和斯特拉博环形山。该陨坑中心月面坐标为66°59′N 35°50′E / 66.98°N 35.83°E，直径93.13公里，深约2.84公里。
阿诺尔德环形山古老的坑壁已被后续重轰击期的撞击磨损钝化，其西南侧分布有一处大裂口，并坐落了细小的卫星坑阿诺尔德 J，而东侧坑壁则较其它部分更低矮，只有北半侧坑壁相对较完整，尤其是与卫星坑阿诺尔德 A相连接的东北段。该环形山坑壁最大高出周边地形1440米，内部容积约8417.32立方千米，坑内地表已被熔岩淹没，平坦的坑底上只散布有一些细小的撞击坑，其中最醒目的是位于西北部的阿诺尔德 F。假如阿诺尔德环形山内以前曾有过中央峰的话，那么，现在则已是了无踪影（可能已被熔岩覆盖了）。
由于该陨坑地处高纬度区，从地球上看，受透视作用影响其外观略呈卵形。

## 卫星陨石坑
按照惯例，最靠近阿诺尔德环形山的卫星坑在月图上以字母标注在该坑中心点的旁边。

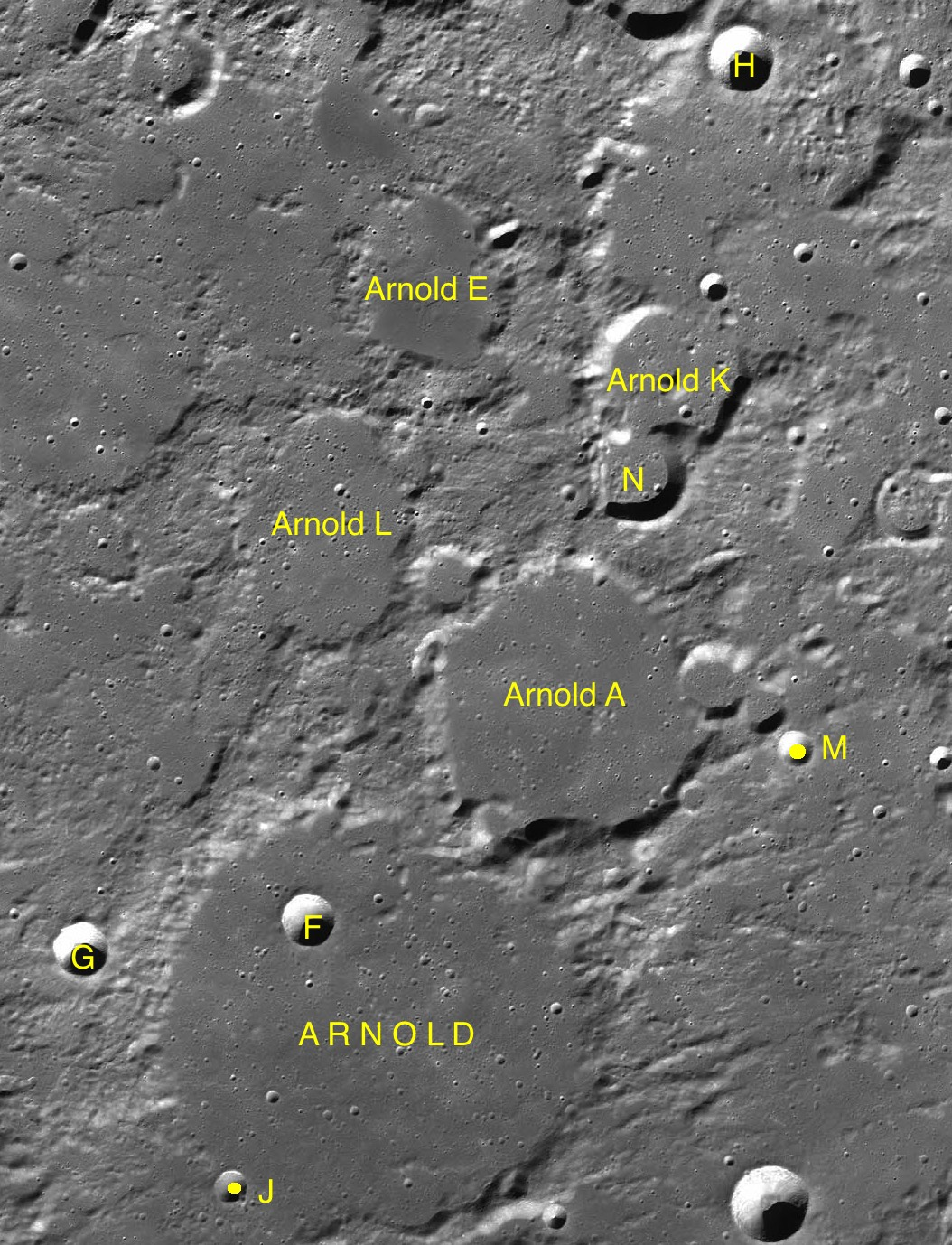
LAC-4 区域图

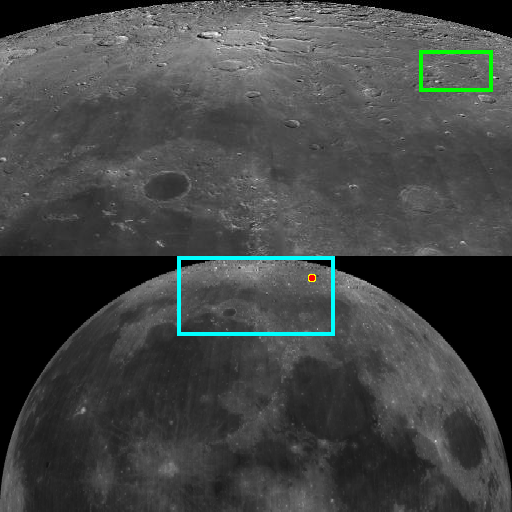
阿诺尔德环形山在月球上的位置

| 阿诺尔德 | 纬度    | 经度    | 直径    |
| -------- | ------- | ------- | ------- |
| A        | 68.8° N | 39.8° E | 57 公里 |
| E        | 71.6° N | 38.3° E | 32 公里 |
| F        | 67.5° N | 35.2° E | 10 公里 |
| G        | 67.3° N | 31.4° E | 11 公里 |
| H        | 72.6° N | 45.3° E | 13 公里 |
| J        | 65.9° N | 33.7° E | 6 公里  |
| K        | 70.8° N | 42.8° E | 29 公里 |
| L        | 70.2° N | 36.1° E | 33 公里 |
| M        | 68.3° N | 43.6° E | 7 公里  |
| N        | 70.2° N | 41.9° E | 18 公里 |

## 另请参阅
- Andersson, L. E.; Whitaker, E. A. . NASA RP-1097. 1982.
- Blue, Jennifer. . USGS. July 25, 2007  [2007-08-05]. （原始内容存档于2019-12-05）.
- Bussey, B.; Spudis, P. . New York: Cambridge University Press. 2004. ISBN 978-0-521-81528-4.
- Cocks, Elijah E.; Cocks, Josiah C. . Tudor Publishers. 1995. ISBN 978-0-936389-27-1.
- McDowell, Jonathan. . Jonathan's Space Report. July 15, 2007  [2007-10-24]. （原始内容存档于2019-06-21）.
- Menzel, D. H.; Minnaert, M.; Levin, B.; Dollfus, A.; Bell, B. . Space Science Reviews. 1971, 12 (2): 136–186. Bibcode:1971SSRv...12..136M. doi:10.1007/BF00171763.
- Moore, Patrick. . Sterling Publishing Co. 2001. ISBN 978-0-304-35469-6.
- Price, Fred W. . Cambridge University Press. 1988. ISBN 978-0-521-33500-3.
- Rükl, Antonín. . Kalmbach Books. 1990. ISBN 978-0-913135-17-4.
- Webb, Rev. T. W.  6th revised. Dover. 1962. ISBN 978-0-486-20917-3.
- Whitaker, Ewen A. . Cambridge University Press. 1999. ISBN 978-0-521-62248-6.
- Wlasuk, Peter T. . Springer. 2000. ISBN 978-1-85233-193-1.